# Березівка (Гур'євський міський округ)
Березівка (рос. Березовка) — селище Гур'євського міського округу, Калінінградської області Росії. Входить до складу Храбровського сільського поселення.
Населення — 54 особи (2015 рік).

## Населення
| 2002 | 2010 |
| ---- | ---- |
| 13   | ↗54  |